# Tjaerd Tjebbes
Tjaert Tjebbes (gestorven Leeuwarden januari 1605) was een Friese kapitein die voer voor de Friese Admiraliteit.
Op 31 mei 1582 nam Tjebbes namens het overkoepelende Admiraliteitscollege de kapitein Jan Tammes Claes Jacobsz. met zijn schip in dienst. Deze werd later op het Groningerdiep ingezet.
Tjaert Tjebbes kocht in 1589 t'Olde Raedhuis op de hoek van de Hoogstraat en Lange Oosterstraat in Dokkum van de magistraat van diezelfde stad voor het bedrag van 900 goud-guldens. De Friese Admiraliteit vestigde na de oprichting in 1597 haar kantoor in dat gebouw.
In het jaar 1598 ging Tjebbes op expeditie. Hij voerde het commando over het schip de Blaue Clocke, vernoemd naar de gelijknamige herberg die naast het admiraliteitshuis zat. Het schip was 200 ton zwaar en had een bemanning van 70 man.